# ويليام ك. هاريس
ويليام ك. هاريس (بالإنجليزية: William C. Harris)‏ هو سياسي أمريكي، ولد في 7 مايو 1921، وتوفي في 30 ديسمبر 2004. حزبياً، نشط في الحزب الجمهوري. وقد انتخب عضو مجلس نواب إلينوي.